# Хели Лав
Хелан Абдула, по-известна с творческия си псевдоним Хели Лав е кюрдско-финландска певица, както и хореограф, актриса и модел.
В началото на кариерата става популярна чрез интернет сайтовете за видео споделяне, където качва свои авторски клипове. През 2015 г. добива световна известност благодарение на песента „Revolution“, чието видео е заснето в изоставено село близо до Мосул, на самата фронтова граница на военния конфликт с Ислямска държава.

## Биография

### Ранни години
Хелан Абдула е родена на 16 ноември 1988 г. в град Урмия в северен Иран. Тя е с кюрдски произход. Родителите ѝ напускат Ирак заради гоненията срещу кюрдското население в северен Ирак по време на режима на Саддам Хюсеин. След Иран, където Хелан е родена, семейството се премества за кратко в Турция, след което емигрират във Финландия, където получават гражданство. От невръстна възраст проявява интерес към пеенето и свиренето на пиано. По-късно се записва в музикален хор и в театрална школа. Увлича се по танците, записва се в школа по танци и представя Финландия на европейски първенства.

### Кариера
През 2006 г. певицата се премества в Лос Анджелис. През 2013 г. подписва договор с музикалната компания G2 Music Group и създава първия си сингъл „Risk at all“. Песента е обявена за прокюрдски антивоенен химн. В своето творчество тя използва кюрдски фолклорни ритми, които съчетава с модерното звучене на поп-музиката.
През 2015 г. тя записва песента „Революция“ (Revolution), видеоклипа към която е заснет в конфликтната зона на Мосул в Северен Ирак, съвсем близо до фронтовата линия на войната с „Ислямска държава“. В клипа певицата е облечена с военна униформа, характерна на кюрдските военни сили „Пешмерга“. Видеото ѝ печели световна популярност, а ИДИЛ обявява награда за главата ѝ.
|  | Тази страница частично или изцяло представлява превод на страницата Helly Luv в Уикипедия на английски. Оригиналният текст, както и този превод, са защитени от Лиценза „Криейтив Комънс – Признание – Споделяне на споделеното“, а за съдържание, създадено преди юни 2009 година – от Лиценза за свободна документация на ГНУ. Прегледайте историята на редакциите на оригиналната страница, както и на преводната страница, за да видите списъка на съавторите. ВАЖНО: Този шаблон се отнася единствено до авторските права върху съдържанието на статията. Добавянето му не отменя изискването да се посочват конкретни източници на твърденията, които да бъдат благонадеждни. |